# 윌리엄 데스몬드

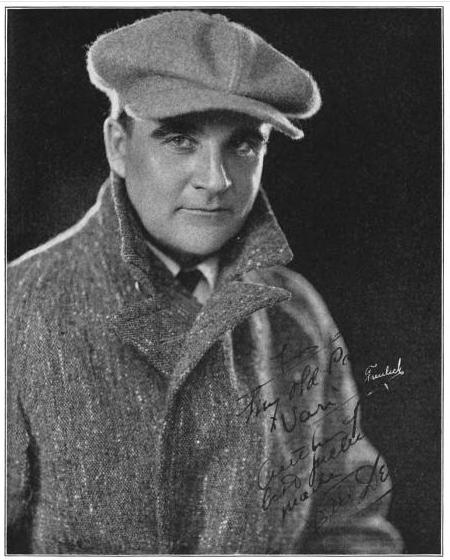

윌리엄 데스몬드(William Desmond, 1878년 1월 23일 ~ 1949년 11월 3일)는 아일랜드의 배우, 연극 배우이다.
더블린에서 태어났으며 로스앤젤레스에서 사망하였다. 사인은 심근 경색이다.

## 영화
- 커니의 성인식 (1985년)
- 돈 윈슬로 오브 더 네이비 (1942년)
- 신 타운 (1942년)
- 나이스 걸 (1941년)
- 버저런티스 알 커밍 (1936년)
- 폴라인의 모험 (1933년)